# Carosello del varietà
Carosello del varietà è un film antologia del 1955 diretto da Aldo Quinti e Aldo Bonaldi.

## Trama
Un pittore, per il compleanno dei 18 anni, regala alla figlia un televisore. La sera della festa la famiglia si siede nel salone e guarda alla tv una serie di spettacoli di varietà tratti da registrazioni di spettacoli teatrali e da vari film. Ospite d'onore in casa del pittore, il cantautore Odoardo Spadaro che canta una sua composizione: Torna a Roma Nannì.

### Episodi
La parte relativa a Nord Africa e Oriente mostra estratti da uno spettacolo di vaudeville del trio Wilson, Keppel e Betty, tratto dal film danese Köbenhavn, Kalundborg, og - ? (1934). È presentato un breve spezzone di Ettore Petrolini, seguito da un'esibizione di Mistinguett.
La scena di Anna Magnani è tratta dal film Teresa Venerdì (1941), mentre quella di Aldo Fabrizi è da Avanti c'è posto... (1942). Alberto Rabagliati canta poi un motivo da La scuola dei timidi (1942).
Il breve estratto di Totò è da Due cuori fra le belve (1943).
Dal film Tutta la città canta (1945) è tratta la canzone omonima di Natalino Otto e l'esibizione di Nino Taranto e del trio dei Bonos.
Il brano di Erminio Macario è invece da Imputato, alzatevi! (1939).

## Distribuzione
Il film venne ritirato quasi subito dalle sale e rimasto virtualmente invisibile per decenni (anche se non si esclude la trasmissione su qualche televisione locale). Questo per una questione di diritti d'autore. In pratica i due realizzatori usarono i vari spezzoni e utilizzarono i nomi dei vari artisti senza chiedere le necessarie autorizzazioni.

## Censura
All'uscita il film venne vietato ai minori di 16 anni e venne chiesto alla produzione di accorciare le scene del can-can.